# Chris Ciriello
Chris Ciriello (1º ottobre 1985) è un hockeista su prato australiano.

## Palmarès

### Olimpiadi
- 1 medaglia:
  - 1 bronzo (Londra 2012)

### Mondiali
- 1 medaglia:
  - 1 oro (New Delhi 2010)

### Champions Trophy
- 3 medaglie:
  - 2 ori (Mönchengladbach 2010; Melbourne 2012)
  - 1 bronzo (Bhubaneswar 2014)

### Giochi del Commonwealth
- 2 medaglie:
  - 2 ori (Delhi 2010; Glasgow 2014)